# ایک (آلاسکا)
ایک (به انگلیسی: Eek) شهری در ناحیه سرشماری بتل ایالت آلاسکا است که جمعیت آن در سرشماری سال ۲۰۰۰ میلادی ۲۸۰ نفر بوده‌است.